# Collobiano
Collobiano (Colobian in piemontese) è un comune italiano di 72 abitanti della provincia di Vercelli in Piemonte.

## Geografia fisica

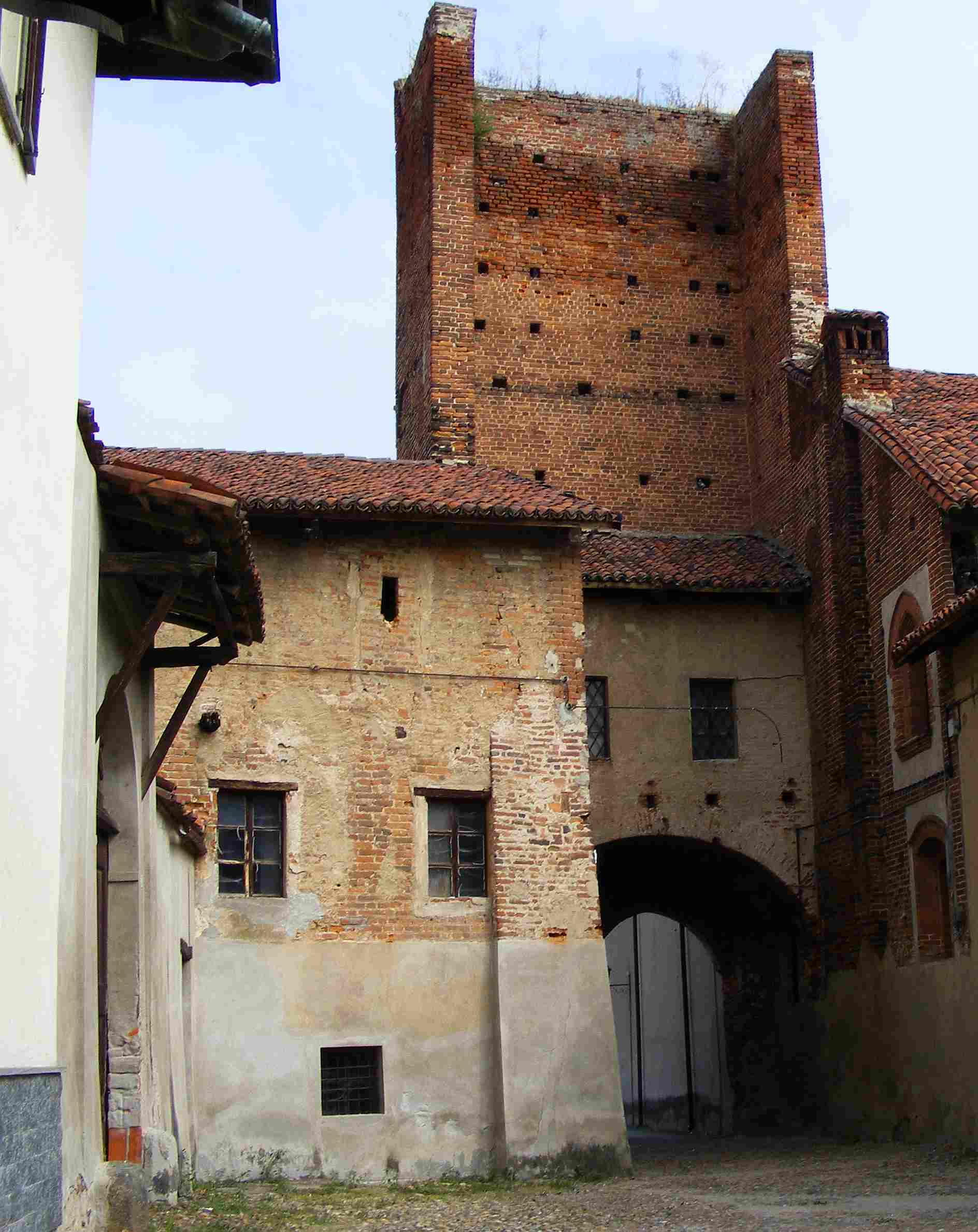
Il castello

Il territorio del comune è pianeggiante ed è grosso modo delimitato verso nord-ovest dal Torrente Cervo e verso sud dall'Elvo, che confluiscono tra loro a breve distanza dal capoluogo.

Gli abitanti si concentrano nel centro comunale, che è circondato da risaie e da alcune cascine isolate.
Per Collobiano transita la ex Strada statale 230 di Massazza (Vercellese), ora strada provinciale.

## Storia

### Simboli
Lo stemma e il gonfalone del comune di Collobiano sono stati concessi con decreto del presidente della Repubblica del 24 dicembre 1986.
Il fasciato d'oro e di rosso è ripreso dal blasone della famiglia Avogadro, conti di Collobiano.
Il gonfalone è un drappo di azzurro.

## Società

### Evoluzione demografica
Abitanti censiti

## Infrastrutture e trasporti
Tra il 1890 e il 1933 Collobiano fu servito dalla tranvia Vercelli-Biella.

## Amministrazione
| Periodo        | Periodo        | Primo cittadino    | Partito                            | Carica  | Note       |
| -------------- | -------------- | ------------------ | ---------------------------------- | ------- | ---------- |
| 10 giugno 1985 | 24 aprile 1995 | Massimo Francese   | Democrazia Cristiana               | Sindaco |            |
| 24 aprile 1995 | 14 giugno 2004 | Massimo Francese   | Liste civiche centrodestra         | Sindaco |            |
| 14 giugno 2004 | 6 giugno 2012  | Fulvio Berrone     | Lista civica                       | Sindaco | Dimissioni |
| 6 giugno 2012  | 17 luglio 2012 | Francesca Altomare | commissario prefettizio            | Sindaco |            |
| 17 luglio 2012 | 27 maggio 2013 | Francesca Altomare | commissario straordinario          | Sindaco |            |
| 27 maggio 2013 | in carica      | Claudia Mognato    | Lista civica Rinnoviamo Collobiano | Sindaco |            |